# 葫芦枣
葫芦枣（学名：Ziziphus jujuba f. lageniformis）为鼠李科枣属枣下的一个变型。

## 扩展阅读
- 維基物種上的相關：葫芦枣